# 胡杉杉
胡杉杉（1993年—），中國90后作家，从小因运动神经损伤致行走障碍至今，现就读北京师范大学，且為世界华文作家协会会员、少年作家学会会员、世界华人少年作家协会会员、湖北省宜昌市作协理事，且曾任中国90后作家联谊会副主席。已有出版诗集《蝶舞》，诗歌、散文曾发表于《青年文学家》《诗刊》《青年作家》《中国新生代》等多家文学刊物近百篇，诗歌，散文，小说现已共发表近五十余万字，另兼有数篇论文发表于《长城》《理论观察》等刊物。
她曾经推荐被评为第四届、第五届“唱响春天”全国青少年春节电视联欢晚会形象代言人，获宜昌市 “文学达人”文学称号，且应邀为动漫片《嫦娥奔月》作主题三部曲《九天九歌》，並被《三峡日报》、《三峡商报》、《三峡晚报》、《楚天都市报》、《广州青年报》、《三月风》等多家报刊及电视媒体采访报道给予过采访及报道。
曾获過的獎項有第十一届、十二届“中国少年作家杯”全国征文大赛一等奖，全国诗歌大赛一等奖，全国校园文学一等奖等全国性文学大赛奖项。